# ピアッジョ PD.808
ピアッジョ PD.808
ピアッジョ PD.808 GE
- 用途：ビジネス機
- 製造者：ピアジオ・エアロ・インダストリーズ
- 運用者：イタリア空軍
- 初飛行：1964年8月29日
- 生産数：24機
- 運用開始：1966年11月

ピアッジョ PD.808（Piaggio PD.808）は、元々カリフォルニア州、ロングビーチのダグラス・エアクラフト社で設計されイタリアのピアジオ・エアロ・インダストリーズ（ピアッジョ社）で生産されたビジネス機である。

## 概要
ピアッジョ PD.808はダグラス・エアクラフト社でビジネス機として設計されたが、1機も受注が無く事業全てがピアジオ・エアロ・インダストリーズに買い上げられた。最初の試作機は1965年に初飛行を行ったが、ピアッジョ社も民間市場での売込みには成功しなかった。僅かな数の機体がイタリア空軍により購入された。
主翼を低翼に配し胴体後部に2基のターボジェットエンジンを搭載したピアッジョ PD.808は、僅か24機しか製造されず、この中の22機はイタリア空軍へ納入された。初号機は多用途機としての仕様であったが最後の6機は電子機器のプラットフォームとして完成し、機内にはエリント用の機器と3名の操作員を搭載していた。

## 派生型
- PD-808VIP：VIP輸送機
- PD-808 ECM：電子対抗用機
- PD-808TA：航法練習機
- PD-808RM：通信校正
- PD-808GE：電子戦用機
- PD-808TF：ターボファンエンジン搭載の提案型、製造されず。

## 軍事運用
- イタリア：イタリア空軍

## 要目

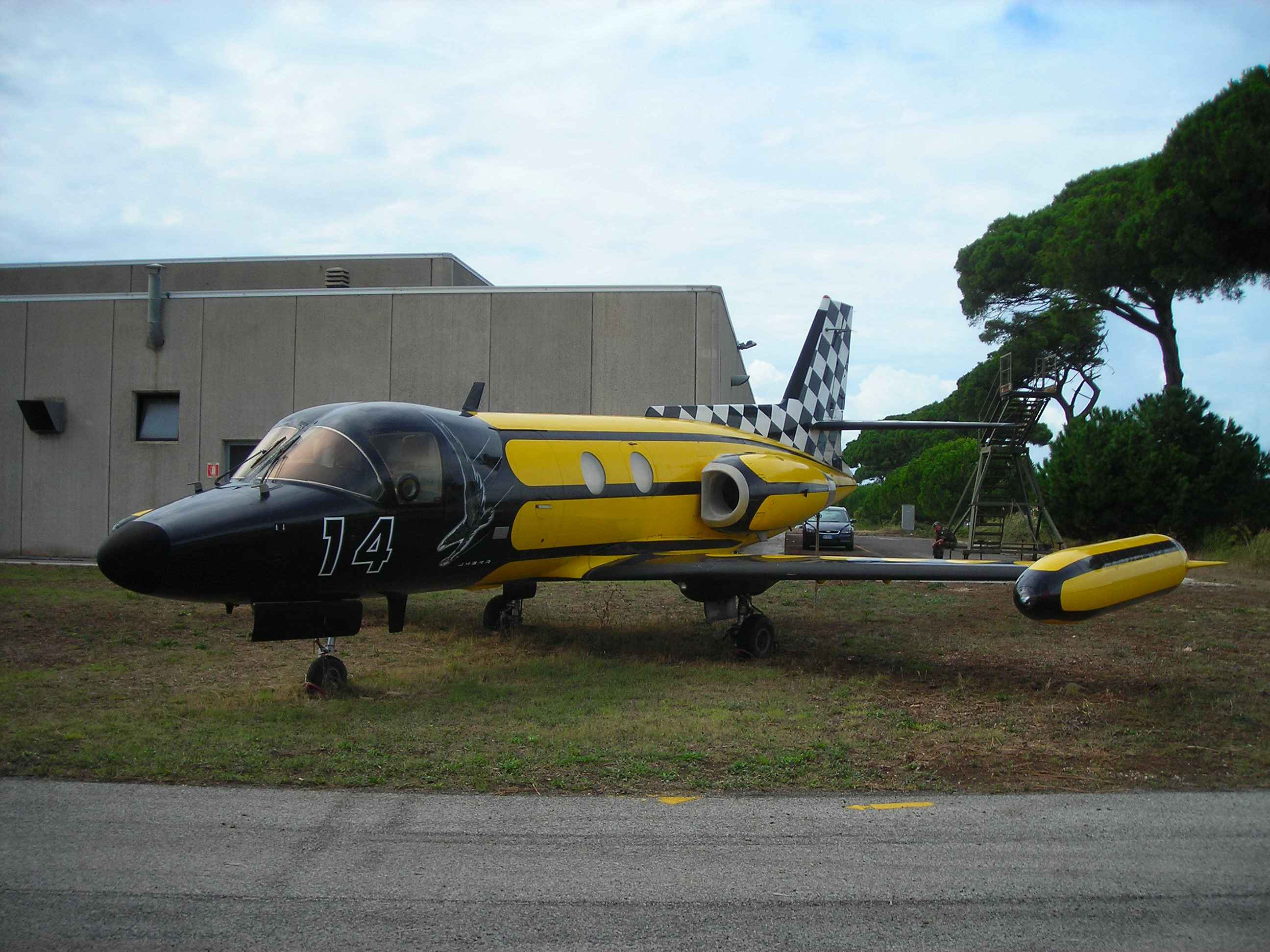
2006年の航空ショー「Giornata Azzurra」での特別塗装を施したPD.808

Jane's Aircraft Recognition Guide  
- 乗員：2名と作戦要員
- 全長：12.8 m (42 ft 2 in)
- 全幅：13.2 m (43 ft 3 in)
- 全高：4.8 m (15 ft 9 in)
- 空虚重量：4,830 kg (10,650 lb)
- 最大離陸重量：8,165 kg (18,000 lb)
- エンジン：2 × ロールス・ロイス ヴァイパー Mk526 ターボジェットエンジン
- 最大速度：852 km/h (529 mph)
- 航続距離：2,128 km (1,148 nmi)